# Туистър
„Туистър“ (на английски: Twister) е американски филм за бедствие от 1996 г. на режисьора Жан де Бонт, по сценарий на Майкъл Крайтън и Ан-Мари Мартин, и участват Хелън Хънт, Бил Пакстън, Джеми Герц, Кари Елуис, Филип Сиймур Хофман, Алън Рък, Тод Фийлд и Джеръми Дейвис.